# Laternea triscapa
Laternea triscapa är en svampart som beskrevs av Turpin 1822. Laternea triscapa ingår i släktet Laternea och familjen stinksvampar.   Inga underarter finns listade i Catalogue of Life.